# Johann August Karl zu Wied
Johann August Karl zu Wied, auch Johann August Carl zu Wied (* 26. Mai 1779 in Neuwied; † 21. April 1836 ebenda) war ein preußischer Generalleutnant und von 1802 bis 1824 der dritte Fürst zu Wied-Neuwied sowie von 1824 bis zu seinem Tod der erste Fürst des vereinigten Fürstentums Wied. Sein vollständiger Name nach 1824 lautete Johann August Karl Fürst zu Wied, Graf zu Isenburg, Herr zu Runkel und Neuerburg. 

## Leben

### Herkunft
Johann August Karl war der Sohn des Fürsten Friedrich Karl zu Wied-Neuwied (1741–1809) und dessen Ehefrau Maria Luise Wilhelmine, geborene von Sayn-Wittgenstein-Berleburg (1747–1823).

### Werdegang
Wied stand seit 1794 in holländischen Diensten. Am 7. März 1797 trat er in die Preußische Armee über, wurde dem Regiment Garde aggregiert und Mitte Februar 1798 als zweiter Stabskapitän einrangiert. Er avancierte am 9. September 1800 zum Kapitän und Kompaniechef. Am 20. September 1802 folgte er dem Aufruf der Stände die Regierung in der Herrschaft von seinem Vater zu übernehmen. Sein Vater war psychisch labil und man hatte bereits vor Jahren vergeblich versucht, ihn entmündigen zu lassen. Zunächst blieb er aber noch unter der Vormundschaft seiner Mutter. Am 13. Juli 1804 übernahm Wied dann tatsächlich die Regierung. In der Armee wurde er am 5. März 1805 Major. Da der Fürst sich um sein Land kümmern musste, schied er aus dem aktiven Militärdienst aus. Mit der am 12. Juli 1806 unterzeichneten Rheinbundakte, wurde das Fürstentum mediatisiert und kam zum Herzogtum Nassau. Am 15. Juli 1806 wurde er Ritter des Hausordens vom Goldenen Löwen und des Roten Adlerordens. 
Als während der Befreiungskriege die Alliierten den Rhein erreichten, erhielt er am 9. Juli 1814 vom preußischen König den Charakter eines Generalmajors. Nach dem Wiener Kongress von 1815 fiel das Fürstentum an Preußen. Der Fürst wurde er am 30. März 1817 Chef des 1. Koblenzer Landwehr-Regiments und in gleicher Eigenschaft erhielt er am 22. März 1820 das 29. Landwehr-Regiment.
1824 beerbte er seinen Neffen 4. Grades, den kaiserlichen Feldmarschall-Leutnant Friedrich Ludwig Fürst zu Wied-Runkel und vereinigte das standesherrliche Fürstentum Wied, bevor es 1848 endgültig aufgelöst wurde.
Der preußische König ernannte ihn am 18. Januar 1831 zum Ritter des Schwarzen Adlerordens. Am 30. März 1833 erhielt er dazu auch noch den Charakter eines Generalleutnants.

### Familie
Am 11. Juni 1812 heiratete er in Braunfels die Prinzessin Sofie Auguste zu Solms-Braunfels (* 24. Februar 1796; † 23. Januar 1855), Tochter von Wilhelm Fürst zu Solms-Braunfels (1759–1837) und Auguste Wild- und Rheingräfin zu Salm-Grumbach (1771–1810). Das Paar hatte folgende Kinder:
- Luitgarde Wilhelmine Auguste (* 4. März 1813; † 6. Juni 1870) ⚭ 11. September 1832 in Neuwied Otto Graf zu Solms-Laubach (1799–1872)
- Wilhelm Hermann 4. Fürst zu Wied (* 22. Mai 1814, † 5. März 1864) ⚭ 20. Juni 1842 in Biebrich Prinzessin Marie von Nassau-Weilburg (* 29. Januar 1825; † 24. März 1902), Tochter von Herzog Wilhelm I. (1792–1839)
- Luise Wilhelmine Thekla (* 19. Juli 1817; † 10. Januar 1867)
- Otto Friedrich Albrecht (* 30. September 1818;  † 19. Mai 1835)

Zuvor war er mit Henriette Caroline Friederike von Dobeneck (* 24.5.1781; † 11. August 1844) liiert, die 1825 zur „Frau von Pelken“ erhoben wurde. (Henriette von Dobeneck blieb ledig und nahm den Geburtsnamen ihrer Mutter "von Pelke" an.) Laut Beerdigungs-Eintrag hinterließ sie "2 amtlich angestellte" Söhne
- Carl Friedrich von Pelke (1809) ⚭ 22. September 1844 Emma Kalthoff (1822)[2]
- Friedrich August Ferdinand von Pelke (* 29. Juni 1809; † 26. Juli 1885) ⚭ 7. März 1847 Leopoldine Kalthoff[2](* 2. Oktober 1827; † 6. Juni 1907)[3]

Die Geschwister Carl und August Pelke wurden 1825 nachträglich in den Adelsstand erhoben.